# SpaceX Crew-9
SpaceX Crew-9 fue el noveno vuelo operativo del Programa de Tripulación Comercial de la NASA y el decimoquinto vuelo orbital tripulado de una nave espacial Crew Dragon. Originalmente programada para lanzar una tripulación de 4 personas a la Estación Espacial Internacional (ISS) a mediados de agosto de 2024, la misión se retrasó más de un mes debido a problemas técnicos con la nave espacial Boeing Starliner Calypso.Que estaba atracada en la ISS para la Boeing Crew Flight Test. La NASA finalmente decidió enviar el Starliner de regreso a la Tierra sin tripulación, lanzar Crew-9 con 2 miembros de la tripulación y regresar con 4 miembros de la tripulación, incluidos los 2 miembros de la tripulación de la prueba de vuelo tripulada de Boeing. Después de ese retraso y otros retrasos en gran parte debidos al clima, Crew-9 se lanzó el 28 de septiembre a las 17:17 UTC (1:17 pm EDT, hora local en el sitio de lanzamiento).
La misión Crew-9 marcará varios hitos. Fue la primera misión tripulada que se lanzó desde el Complejo de Lanzamiento Espacial 40 de Cabo Cañaveral, el astronauta Nick Hague fue el primer Guardian de la Fuerza Espacial de EE. UU. en lanzarse al espacio desde que se estableció la división en 2019, y se espera que la misión sea la primera Crew Dragon que americe en el Océano Pacífico.

## Tripulación
La misión fue inicialmente planeada para transportar a 4 miembros de la tripulación (los astronautas de la NASA Zena Cardman, Nick Hague y Stephanie Wilson, junto con el cosmonauta de Roscosmos Aleksandr Gorbunov) a la Estación Espacial Internacional (EEI). Cardman fue asignado para ser el comandante y Hague el piloto, mientras que Wilson y Gorbunov servirían como especialistas de la misión. Sin embargo, debido a problemas técnicos con el Boeing Starliner, se tomo la decisión de devolver el Starliner sin tripulación y lanzar la Crew-9 con 2 asientos abiertos para regresar a la Tierra a los astronautas de Boeing Crew Flight Test.
El 24 de agosto, el administrador de la NASA Bill Nelson, junto con un panel de funcionarios de la agencia, anuncio que el Boeing Starliner regresaría sin tripulación, con sus astronautas regresando en la Crew-9. Mas tarde el 30 de agosto, la NASA anuncio que Hague y Gorbunov volarían en la Crew-9 con Hague como comandante. Se requirió que Gorbunov volara como parte de un acuerdo de intercambio de tripulación NASA-Roscosmos. Antes del anuncio oficial, Ars Technica informo que había un desacuerdo dentro de la NASA sobre quien debería ocupar el puesto de comandante en esos 6 días. Según el informe, el astronauta jefe de la NASA, Joe Acaba, había seleccionado inicialmente a Cardman para continuar como comandante, lo que había sido recibido con algunas preocupaciones en la oficina de astronautas, derivadas de la historia de la NASA de nunca lanzar una misión sin un piloto de pruebas o un astronauta experimentado al mando. Tanto Cardman como Gorbunov son astronautas novatos que nunca han servido como piloto de pruebas. Hague, por otro lado, tiene experiencia previa en vuelos espaciales y es una de las pocas personas que han sobrevivido a un aborto en el lanzamiento de la Soyuz MS-10.         
Tras los cambios de tripulación, SpaceX, la NASA, Cardman, Hague, Wilson y Gorbunov colaboraron durante tres semanas para identificar cómo Hague podría asumir muchas de las tareas que normalmente se dividen entre el comandante y el piloto, y determinar qué tareas podrían asignarse a Gorbunov, que se sentaría en el asiento del piloto durante el lanzamiento. Si bien Gorbunov es un ingeniero calificado y tiene el rango de cosmonauta de pruebas (lo que lo hace elegible para ser comandante de Soyuz), anteriormente solo había recibido entrenamiento básico en la Dragon en su papel de especialista de misión. Aunque solo servirá en una capacidad limitada, Gorbunov será el primer cosmonauta ruso en estar a los mandos de una nave espacial estadounidense.         
| Puesto                 | Miembro de despegue                                                            | Miembro de aterrizaje                                    |
| ---------------------- | ------------------------------------------------------------------------------ | -------------------------------------------------------- |
| Comandante             | Nick Hague, NASA Expedición 72 Segundo vuelo                                   | Nick Hague, NASA Expedición 72 Segundo vuelo             |
| Especialista en misión | Aleksandr Gorbunov, Roscosmos Expedición 72 Primer vuelo                       | Aleksandr Gorbunov, Roscosmos Expedición 72 Primer vuelo |
| Especialista en misión | Ninguno, NASA Expedición 71/72 Tercer vuelo Lanzado en Boeing Crew Flight Test | Barry E. Wilmore Primer vuelo                            |
| Especialista en misión | Ninguno, NASA Expedición 71/72 Tercer vuelo Lanzado en Boeing Crew Flight Test | Sunita Williams Primer vuelo                             |

### Tripulación original
| Puesto                   | Astronauta                                                    | Astronauta                                                    |
| ------------------------ | ------------------------------------------------------------- | ------------------------------------------------------------- |
| Comandante               | Zena Cardman, NASA Expedición 71 / 72 Primer vuelo            | Zena Cardman, NASA Expedición 71 / 72 Primer vuelo            |
| Piloto                   | Nick Hague, NASA Expedición 71 / 72 Tercer vuelo              | Nick Hague, NASA Expedición 71 / 72 Tercer vuelo              |
| Especialista de Misión 1 | Stephanie Wilson, NASA Expedición 71 / 72 Cuarto vuelo        | Stephanie Wilson, NASA Expedición 71 / 72 Cuarto vuelo        |
| Especialista de Misión 2 | Aleksandr Gorbunov, Roscosmos Expedición 71 / 72 Primer vuelo | Aleksandr Gorbunov, Roscosmos Expedición 71 / 72 Primer vuelo |

## Misión
SpaceX Crew-9 será el noveno vuelo operativo del Programa de Tripulación Comercial de la NASA a la Estación Espacial Internacional (EEI) y la decimoquinta misión orbital tripulada para una nave espacial SpaceX Dragon. El vuelo fue planeado originalmente para llevar 4 miembros de la tripulación a la EEI para la Expedición 72, una misión científica de 6 meses: los astronautas de la NASA Zena Cardman (comandante), Nick Hague (piloto) y Stephanie Wilson (especialista de misión), junto con el cosmonauta de Roscosmos Aleksandr Gorbunov (especialista de misión). Sin embargo, la NASA decidió devolver a los dos astronautas de la prueba de vuelo tripulada Starliner, utilizando Crew-9. Por lo tanto, Crew-9 se lanzará con una tripulación de 2 en su lugar. Hague servirá como comandante, volando junto a Gorbunov.
La nave espacial Dragon, llamada Freedom, es una veterana de vuelos espaciales anteriores, incluidas las misiones SpaceX Crew-4 y Ax-2 y Ax-3 de Axiom Space. El propulsor de primera etapa Falcon 9, designado B1085, realizará su segundo vuelo.
El lanzamiento, programado originalmente para el 18 de agosto de 2024, se reprogramó para el 28 después de que la NASA decidiera devolver la nave espacial Boeing Starliner Calypso del Boeing Crew Flight Test, actualmente acoplada a la EEI. Este retraso proporcionó a la NASA tiempo adicional para evaluar la condición del Starliner y desarrollar un plan de regreso seguro para su tripulación. Hasta que llegó Crew-9, ellos junto con sus revestimientos de asientos se trasladaron a SpaceX Crew-8, su nave espacial de evacuación de emergencia temporal, después de lo cual ellos y sus revestimientos de asientos fueron transferidos a Crew-9.
La Crew-9 estaba programada para utilizar el complejo de lanzamiento 39A (LC-39A) en el Centro Espacial Kennedy, que había apoyado todas las misiones tripuladas anteriores de SpaceX; cuando el lanzamiento de la Crew-9 se reprogramó para el 24 de septiembre, se acercó al lanzamiento de la misión Europa Clipper de la NASA , que debe despegar desde el LC-39A en un Falcon Heavy durante una ventana de 21 días a principios de octubre. Para evitar los conflictos de programación y garantizar un amplio tiempo de preparación para ambas misiones, SpaceX lanzará la Crew-9 desde el complejo de lanzamiento espacial 40 en la Estación de la Fuerza Espacial de Cabo Cañaveral. Esta será la primera misión tripulada que despegará desde el SLC-40. SpaceX había estado construyendo una torre de acceso para la tripulación en esta ubicación desde 2023 para facilitar tales operaciones.
Hague, coronel de la Fuerza Espacial de los EE. UU., es el primer miembro activo de la Fuerza Espacial en lanzarse al espacio desde que se estableció la rama en 2019. Debido a que el lanzamiento se trasladó al SLC-40, la misión también marca la primera vez que un miembro del servicio de la Fuerza Espacial se lanza desde un complejo de lanzamiento de la Fuerza Espacial.
La misión está programada para terminar con un amerizaje en el Océano Pacífico en marzo de 2025, una novedad para una misión Crew Dragon. Si bien las misiones SpaceX Dragon 1 habían aterrizado previamente en el Pacífico, SpaceX y la NASA habían trasladado las operaciones de recuperación a la Costa Este en 2019. La medida permitió que los astronautas y la carga crítica regresaran al Centro Espacial Kennedy más rápidamente después del amerizaje, y SpaceX abrió una instalación en Florida para recibir cápsulas después del vuelo y prepararlas para la siguiente misión. Sin embargo, la medida tuvo una consecuencia imprevista, el módulo del baúl tuvo que ser desechado antes del reingreso y, aunque el equipo esperaba que se quemara, SpaceX se dio cuenta de al menos cuatro casos de restos del baúl encontrados en tierra. El cambio de regreso a los amerizajes en el Océano Pacífico significa que el baúl puede permanecer unido por más tiempo y dirigirse hacia un área remota del océano llamada Point Nemo (apodado el cementerio de naves espaciales), donde es poco probable que cualquier residuo que sobreviva al reingreso cause daños.

## Lanzamiento
Hague y Gorbunov llegaron al Centro Espacial Kennedy el sábado 21 de septiembre para prepararse para su misión. La tripulación tenía previsto hacer cuarentena en el edificio de operaciones y control, donde realizaron un ensayo general en seco, ajustaron sus horarios de sueño y ensayaron los procedimientos de vuelo. En ese momento, la fecha de lanzamiento se fijó para el jueves 26 de septiembre.
El martes 24 de septiembre, el cohete SpaceX Falcon 9 y la cápsula Crew Dragon Freedom fueron lanzados al SLC-40.  Sin embargo, debido a la proximidad del huracán Helene, la NASA anunció que el lanzamiento de la Crew-9 se retrasó hasta el sábado 28 de septiembre.
Tras un exitoso ensayo general y un ensayo general final el martes, el cohete SpaceX Dragon y el Falcon 9 fueron trasladados de regreso al hangar el miércoles 25 de septiembre, como medida de precaución ante los posibles impactos climáticos del huracán Helene, que se pronosticaba que tocaría tierra cerca del noroeste de Florida el jueves 26 de septiembre.
La tripulación 9 pudo despegar en el primer intento el 28 de septiembre a las 17:17 UTC (13:17 EDT, hora local en el sitio de lanzamiento). Con un pronóstico meteorológico de lanzamiento que predijo un 45% de posibilidades de violar las restricciones climáticas y nubes de lluvia que pasaron cuando la tripulación abordó el cohete, los líderes de la NASA comentaron más tarde que habían "enhebrado una aguja" con respecto al clima. Después de elevar el Dragon y la segunda etapa a una altitud de 70 kilómetros (43 mi; 38 nmi), la primera etapa del cohete, Booster 1085, regresó a la Estación de la Fuerza Espacial de Cabo Cañaveral y aterrizó en la Zona de Aterrizaje 1, 7 minutos y 36 segundos después del lanzamiento, completando su segundo vuelo. La segunda etapa continuó elevando al Dragon a una altitud de 200 kilómetros (120 mi; 110 nmi) antes de la separación.
Unas horas más tarde, cuando se ordenó a la segunda etapa que hiciera un reingreso destructivo, experimentó un desvío de órbita fuera de lo normal, desviándose de su trayectoria planificada. Aunque aterrizó de manera segura en el océano, el punto de impacto estaba fuera del área designada como objetivo. SpaceX normalmente ordena a sus segundas etapas que vuelvan a ingresar a la atmósfera y aterricen en el océano para minimizar los desechos orbitales. El aterrizaje fuera de objetivo aumentó el riesgo potencial de daño, ya que no se ordenó a las aeronaves y los marineros que evitaran el área. En respuesta, SpaceX anunció una puesta a tierra temporal del cohete Falcon 9 mientras investigaba la causa raíz del percance.

### Resumen del intento de lanzamiento
| Intentar | Planificado                        | Resultado | Giro de vuelta            | Razón | Punto de decisión                   | El tiempo va (%) | Notas                                                                               |
| -------- | ---------------------------------- | --------- | ------------------------- | ----- | ----------------------------------- | ---------------- | ----------------------------------------------------------------------------------- |
| 1        | 26 de septiembre de 2024, 14:05:00 | Cancelado | —                         | Clima | 24 de septiembre de 2024, 14:00 hrs |                  | Cancelado debido a la aproximación del Huracán Helene, el cohete regreso al hangar. |
| 2        | 28 de septiembre de 2024, 13:17:21 | Éxito     | 1 día 23 horas 12 minutos |       |                                     | 55               | El pronostico meteorológico mejoro posteriormente al 70%                            |